# Sambor Prei Kuk
Sambor Prei Kuk (en khmer ប្រាសាទសំបូរព្រៃគុក, « le temple dans la forêt luxuriante ») est un site archéologique préangkorien situé au Cambodge. Le site archéologique, identifié comme Içanapura, l'ancienne capitale du royaume de Chenla (fin VIe – IXe siècle), est classé en 2017 comme patrimoine mondial de l'UNESCO.

## Histoire
Sambor Prey Kuk est construit au début du VIIe siècle, par le roi Içanavarman Ier et sera d'abord appelé Içanapura, du nom de son monarque fondateur.

## Patrimoine
Le site s'étend sur près de 25 kilomètres carrés (environ 7 km sur 4), autour d'un centre-ville fortifié, protégé au nord, à l’ouest et au sud par un double système de remparts et des douves ; et protégé à l’est par une rivière, rempart naturel.
Ce site d'environ sept kilomètres sur quatre est constitué d'innombrables bassins alimentés par des systèmes de retenues d’eau, de barrages de contrôle et de déviation sur la rivière et ses affluents, pour les besoins de l’irrigation. Ce réseau sophistiqué destiné à pallier la sécheresse d’une grande partie de l’année sera plus tard mis en œuvre à plus grande échelle à Ankgor.
Des temples shivaïstes octogonaux, d'un style qu'on ne trouve nulle part ailleurs dans la région[réf. nécessaire], peuvent être regroupés en trois groupes architecturaux :
- groupe nord : Prasat Sambor, très dégradé ;
- groupe central : Prasat Tao (temple des lions), aux animaux sculptés en ronde-bosse ;
- groupe sud : Prasat Yeaye Peou, aux monuments disséminés dans une forêt claire et paisible.

Le nom de ce style pré-angkorien est dit de Sambor Prei Kuk, du nom du temple. Il sert de modèle aux styles suivants. On y trouve de nombreux prasats, lingams et yonis, sculptures de lions et garuda.

## Galerie
|                      |
| Temple Prasat Boram. |

|                             |
| Sambor Prei kuk.- Groupe N. |

|                                  |
| Sambor Prei Kuk - Le Prasat Tao. |

|            |
| Temple N7. |

|                                                |
| Sambor Prei Kuk N16: demeure des boddhisattva. |

|             |
| Temple N18. |

|                       |
| S1 Yeai Poeun Temple. |

|                      |
| Intérieur Temple S1. |

|                      |
| Intérieur Temple S1. |

|                             |
| Yeay Mao dans le Temple S1. |

## Accès
Le site se trouve dans la province de Kampong Thom, à 35 kilomètres au nord de son chef lieu. Il est distant de 176 kilomètres d'Angkor et de 206 kilomètres de Phnom Penh.